# La última ola (película de 1977)
La última ola (The Last Wave) es una película australiana de 1977 dirigida por Peter Weir.  Trata de un abogado blanco en Sídney cuya vida aparentemente normal se ve interrumpida después de que acepta un caso de asesinato y descubre que comparte una conexión extraña y mística con el pequeño grupo de aborígenes locales acusados del crimen.

## Trama
La película abre con un montaje de escenas de la vida cotidiana en Australia en la década de 1970: una escuela rural en el desierto, la calle principal de un pueblo del interior, un atasco en la ciudad, todo ello afectado por condiciones meteorológicas inusualmente adversas que aparecen de improviso. Solo los aborígenes locales parecen reconocer el significado cosmológico de estos fenómenos meteorológicos.
Durante una de estas tormentas anormales en Sídney, se produce un altercado entre un grupo de aborígenes en un pub, que resulta en la misteriosa muerte de uno de ellos. En la investigación del forense, la muerte se dictamina como homicidio, y cuatro hombres son acusados de asesinato. A través del sistema Australian Legal Aid, David Burton (Richard Chamberlain) es contratado para su defensa. Las circunstancias por las cuales fue contactado y contratado son inusuales, ya que su práctica legal es el impuesto corporativo y no la defensa penal. No obstante, se hace cargo del caso, lo que lleva a que su vida profesional y personal comiencen a desmoronarse.
Acosado por extraños sueños, Burton comienza a sentir una conexión de otro mundo con uno de los acusados (David Gulpilil). También se siente conectado con los fenómenos meteorológicos cada vez más extraños que acosan a la ciudad. Sus sueños se intensifican junto con su obsesión por el caso del asesinato, llegando a creer que se trata de un asesinato tribal aborigen, causado por una maldición, en la que creía la víctima. Aprendiendo más sobre las prácticas aborígenes y el concepto del dreamtime como un mundo paralelo de existencia, Burton llega a creer que el extraño clima presagia un apocalipsis venidero.
La película culmina en un enfrentamiento entre el abogado y el chamán de la tribu en un lugar sagrado subterráneo. Superando al chamán, Burton escapa a la superficie, pero en el túnel pierde varias reliquias tribales. Después de salir de la alcantarilla, se derrumba en la playa y mira extasiado el horizonte. La pantalla se llena con la toma de una imponente ola oceánica, aunque no está claro si estamos presenciando la realidad o compartiendo la premonición apocalíptica final de Burton.

## Reparto
- Richard Chamberlain como David Burton
- Olivia Hamnett como Annie Burton
- David Gulpilil como Chris Lee
- Fred Parslow como el reverendo Burton
- Vivean Gray como Dr. Whitburn
- Nandjiwarra Amagula como Charlie
- Walter Amagula como Gerry Lee
- Roy Bara como Larry
- Cedrick Lalara como Lindsey
- Morris Lalara como Jacko
- Peter Carroll como Michael Zeadler
- Athol Compton como Billy Corman
- Hedley Cullen como juez
- Michael Duffield como Andrew Potter
- Wallas Eaton como médico de la morgue

## Producción
En una entrevista sobre el lanzamiento del DVD de Criterion Collection, el director Peter Weir explica que la película explora la pregunta: "¿Qué pasa si alguien con un enfoque muy pragmático de la vida experimenta una premonición?" Inscrita en el 6º Festival Internacional de Cine de Teherán en noviembre de 1977, la película ganó el premio Golden Ibex.
La financiación fue proporcionada por la Comisión de Cine de Australia ($ 120,000), la Corporación de Cine de Australia del Sur ($ 120,000), Janus Films (US $ 50,000) y United Artists ($ 350,000). El escritor estadounidense Petru Popescu trabajó en el guion. Weir consideró a dos actores australianos para interpretar el papel principal, pero finalmente se decidió por Richard Chamberlain. El rodaje comenzó el 24 de febrero de 1977 y tuvo lugar en Adelaida y Sídney.

## Recepción y reconocimientos
The Last Wave recibió críticas positivas de los críticos y el público, y obtuvo un índice de aprobación del 87% en Rotten Tomatoes . La película también tiene un 85/100 en Metacritic .
The Last Wave fue lanzado en DVD por Criterion Collection como columna # 142.

## Taquilla
The Last Wave no fue tan popular como la película Picnic at Hanging Rock de Weir de 1975, pero aun así recaudó $ 1,258,000 en taquilla en Australia, lo que equivale a $ 5,786,800 en dólares de 2009.
United Artists decidió no estrenar la película en los EE. UU., pero World Northal la recogió y la distribuyó en los EE. UU. como Black Rain . 